# Museo demo-antropologico d'arti e mestieri antichi
Il Museo demo-antropologico d'arti e mestieri antichi si trova nei sotterranei del Palazzo Comunale di Montelupone e le sale sono state inaugurate il 3 maggio 1998. 

## Storia
In questo museo sono esposti attrezzi e strumenti di lavoro riferibili agli antichi mestieri artigianali e agricoli del territorio collinare marchigiano. Si possono vedere anche le fotografie dell'epoca e l'abbigliamento della tradizione.
É un lavoro di ricerca culturale, realizzato con l'aiuto di volontari, che riguarda le tradizioni, il folclore, gli usi e costumi, le feste popolari, il dialetto, i proverbi e le superstizioni.
Questo museo custodisce il patrimonio della cultura popolare, sempre più lontano dalla realtà odierna, affinché non si perdano quei valori di vita che le generazioni passate hanno trasmesso.

## Descrizione
1. Il lavoro nei campi: al centro della sala si trova un viroccio interamente dipinto, attorniato da gioghi pitturati e intagliati, macchinette agricole come: la spularella, la svecciatrice, la sgranatrice, gli strumenti di misura e gli attrezzi agricoli.
2. La tessitura: si può osservare poi un antico telaio in opera con i relativi attrezzi per la filatura della lana, il filarello, il dipanatore, il molinello, accanto a tessuti e coperte originali d'epoca.
3. I lavori comunali: si fa riferimento agli strumenti o attrezzi usati per le attività del comune: macchine per la proiezione cinematografica in funzione fino agli anni Sessanta presso il Teatro Nicola degli Angeli; vecchie lampade della piazza civica, attrezzi dell'ex azienda elettrica del paese; il "martì" usato per la costruzione di palafitte lungo il Potenza; altri attrezzi del cantoniere, ecc...
4. Le botteghe: in altre sale sono state allestite le antiche botteghe artigiane come: il calzolaio, dove si possono vedere scarpe in legno, gli zoccoli, le ciabatte, le macchine da cucire, il tavolo da lavoro con gli utensili; il fabbro, con gli attrezzi per la lavorazione a caldo e a freddo dei materiali ferrosi, un mantice per forgia, un raro esemplare di trapano a colonna manuale; il falegname, del quale si possono notare il tavolo da lavoro, la piallatrice in legno e attrezzi per la costruzione delle corde.
5. La scuola: è possibile ammirare nella sua semplicità l'ambiente dell'aula scolastica, con i banchi in legno e l'apertura per il calamaio, il pallottoliere, cartine geografiche e la bacchetta del maestro.
6. La tipografia: in un altro locale ci sono dei pezzi molto pregiati quali i macchinari originali di un'intera tipografia dell'Ottocento: il torchio in ghisa, la stampatrice, i caratteri da stampa in piombo e legno, i fregi scolpiti a mano. Invece nella parte sinistra si trovano due esemplari di portantine e un tavolo da campo per il pronto soccorso, appartenuti all'Ente Comunale Assistenza, sulle pareti sono appesi ritratti e documenti relativi al periodo bellico di inizio secolo.
7. I lavori domestici: la stanza è dedicata ai lavori esclusivamente femminili, ci sono vetrinette con oggetti da cucina, piatti e posateria, macchine da cucire d'epoca e due abiti originali dei primi del Novecento.
8. La cantina e la grotta: sono esposte le attrezzature del ciclo del vino tra cui la botte, le pompe, le n'zorvarelle, il torchio, la canà, ecc.. Sulle pareti si possono ammirare foto e stampe antiche , proverbi, canti popolari, filastrocche in dialetto.

## Galleria d'immagini
Lavoro nei campi

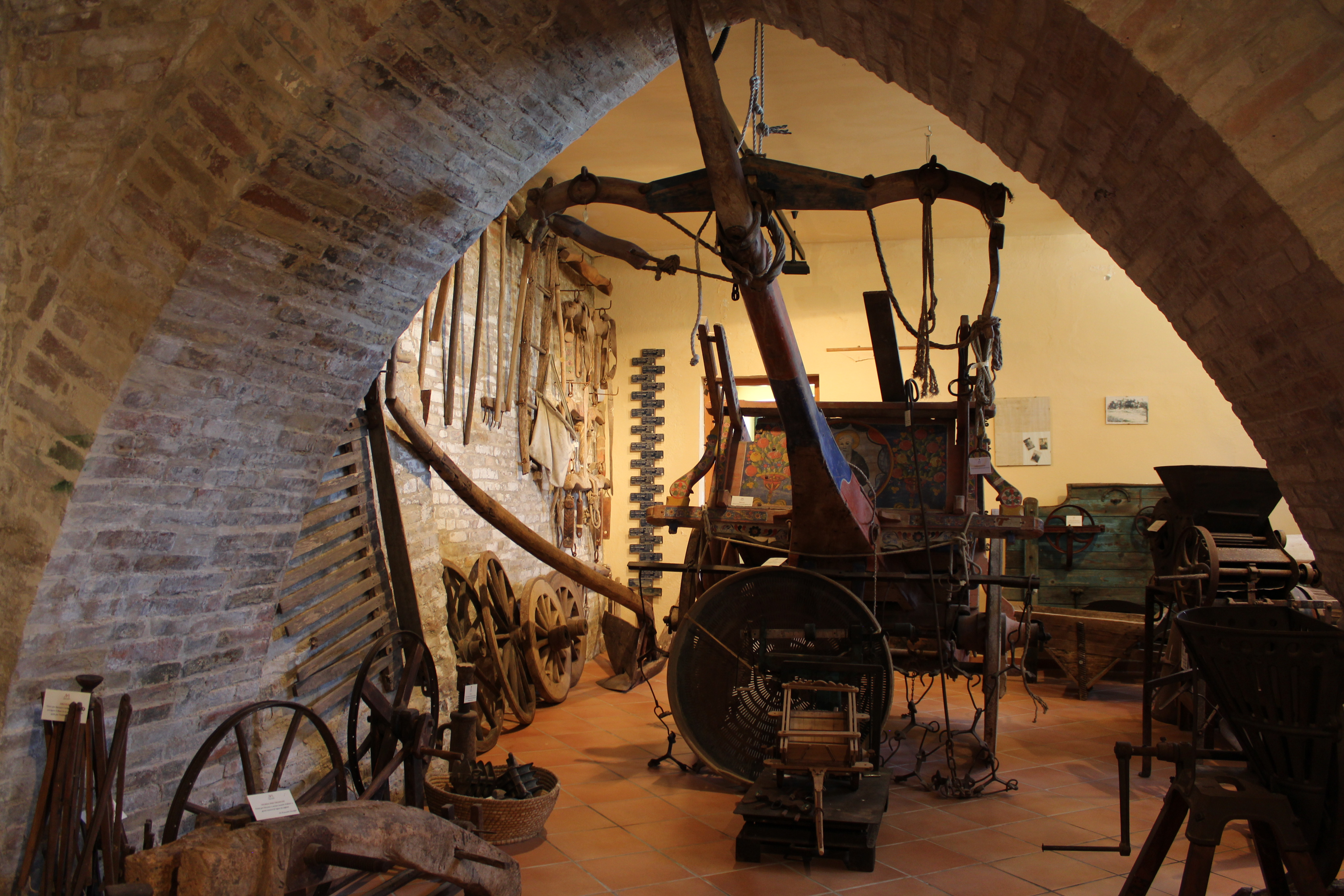
Prima sala interno museo
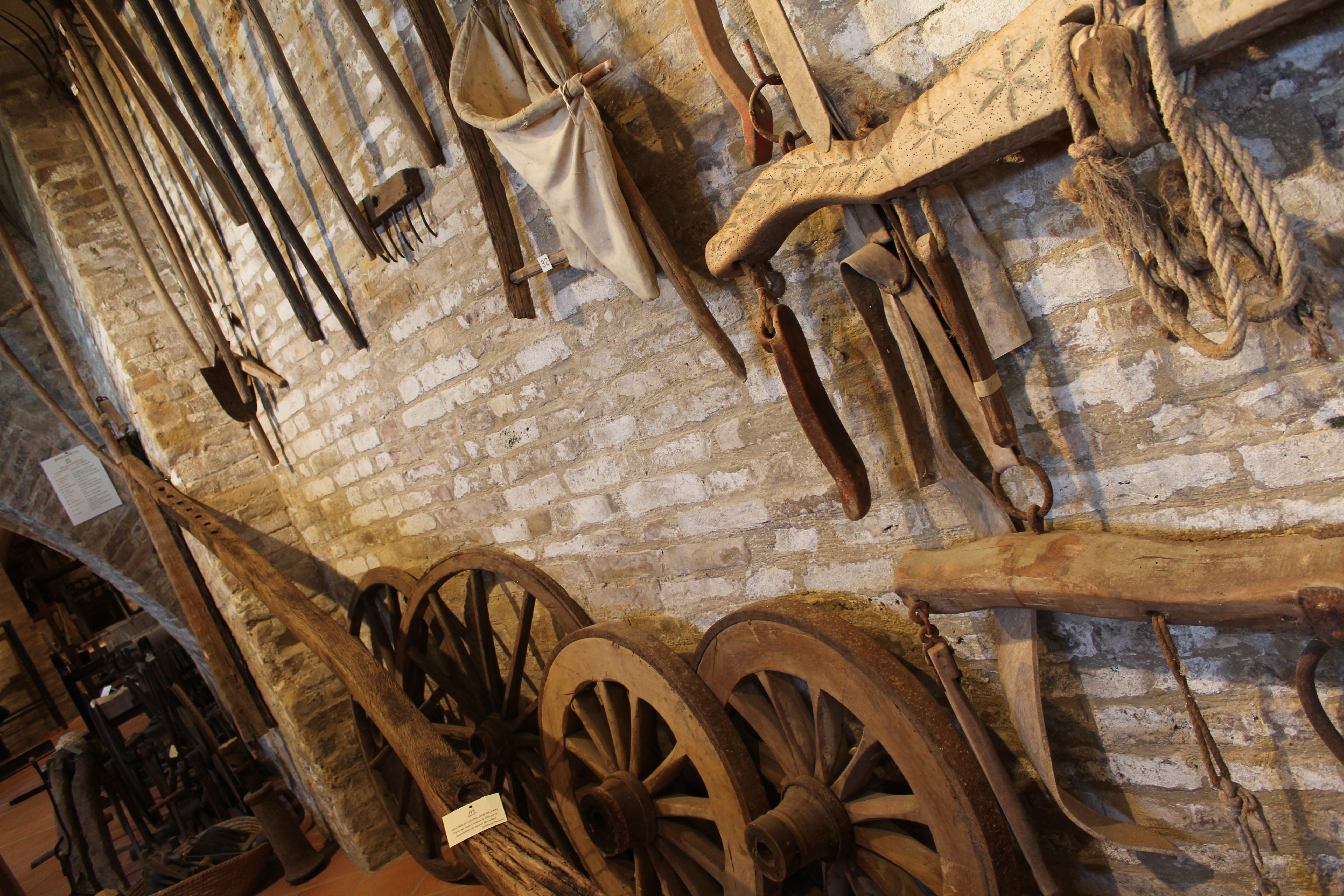
Attrezzi e strumenti del lavoro agricolo, interno museo
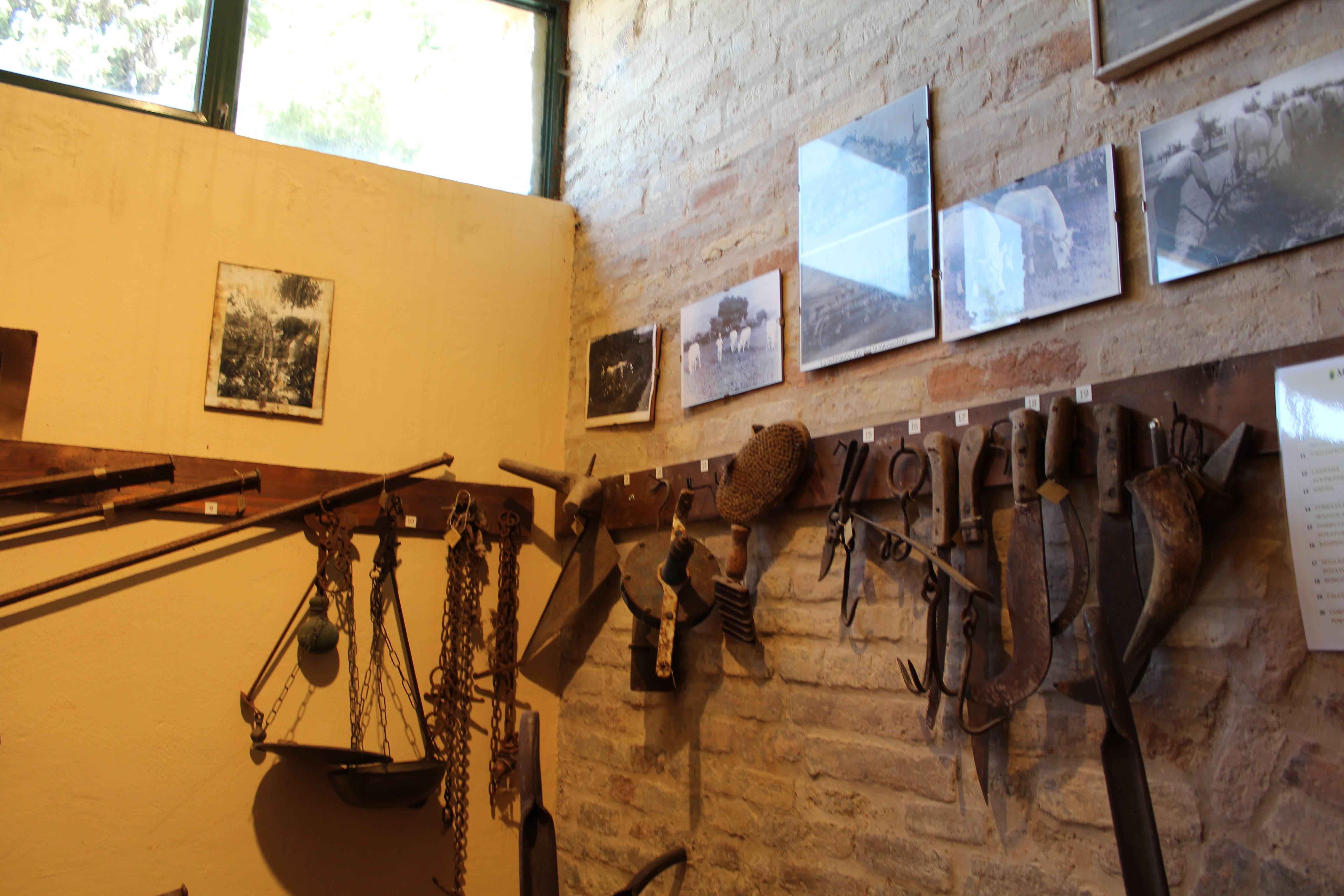
Parete sala con foto e attrezzi

Tessitura

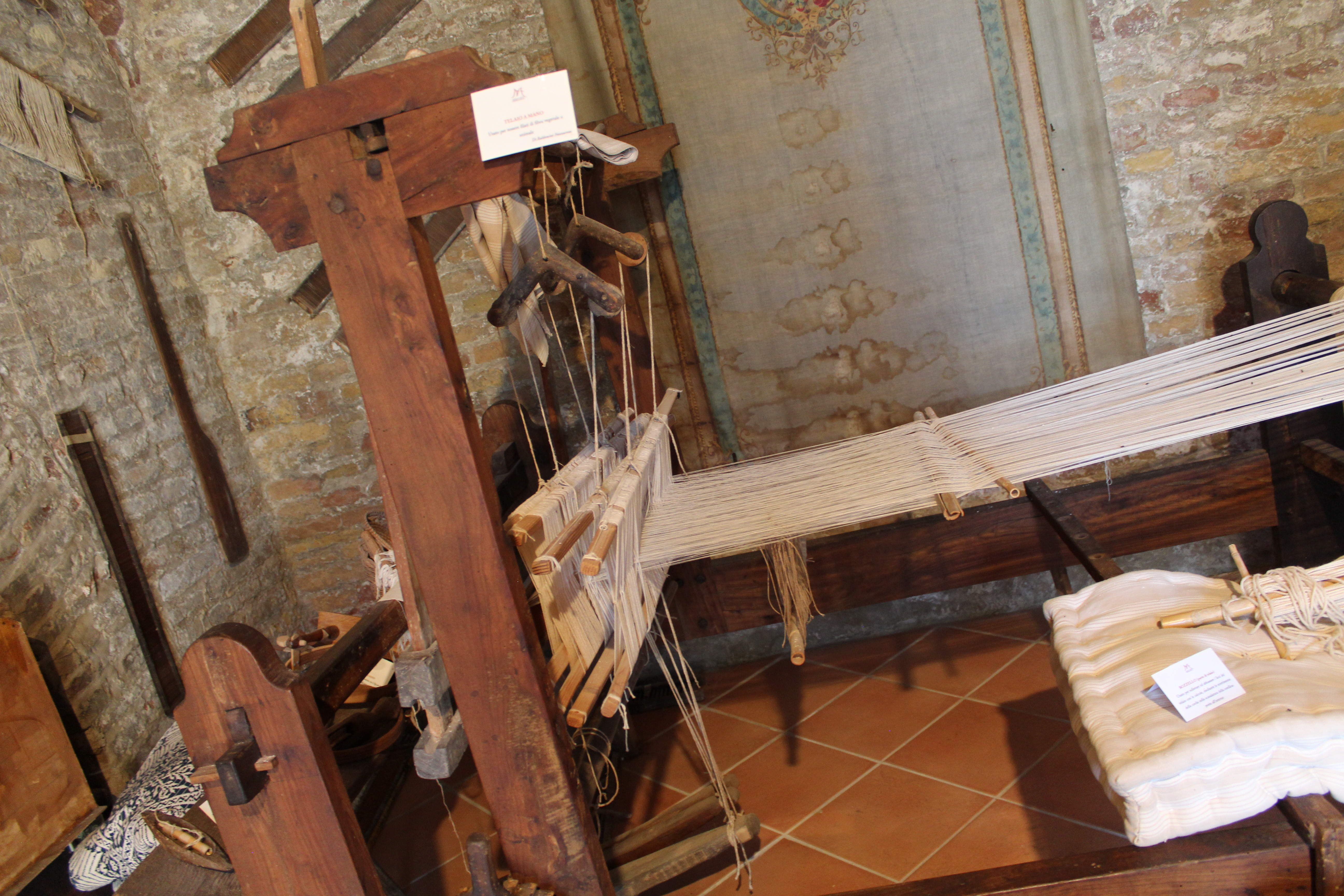
Telaio nella sala del museo

I lavori comunali

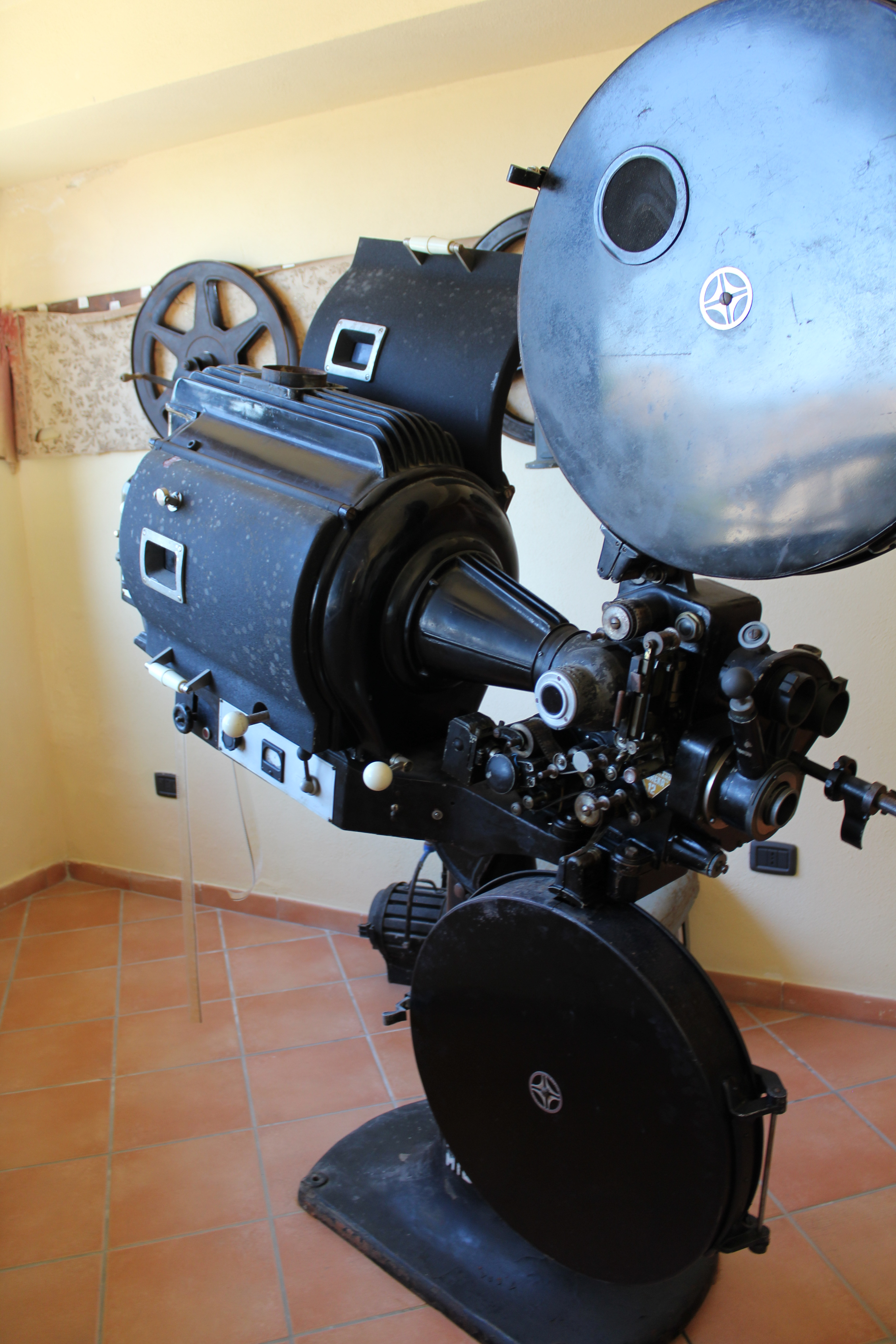
Proiettore d'epoca nella sala dedicata al cinema
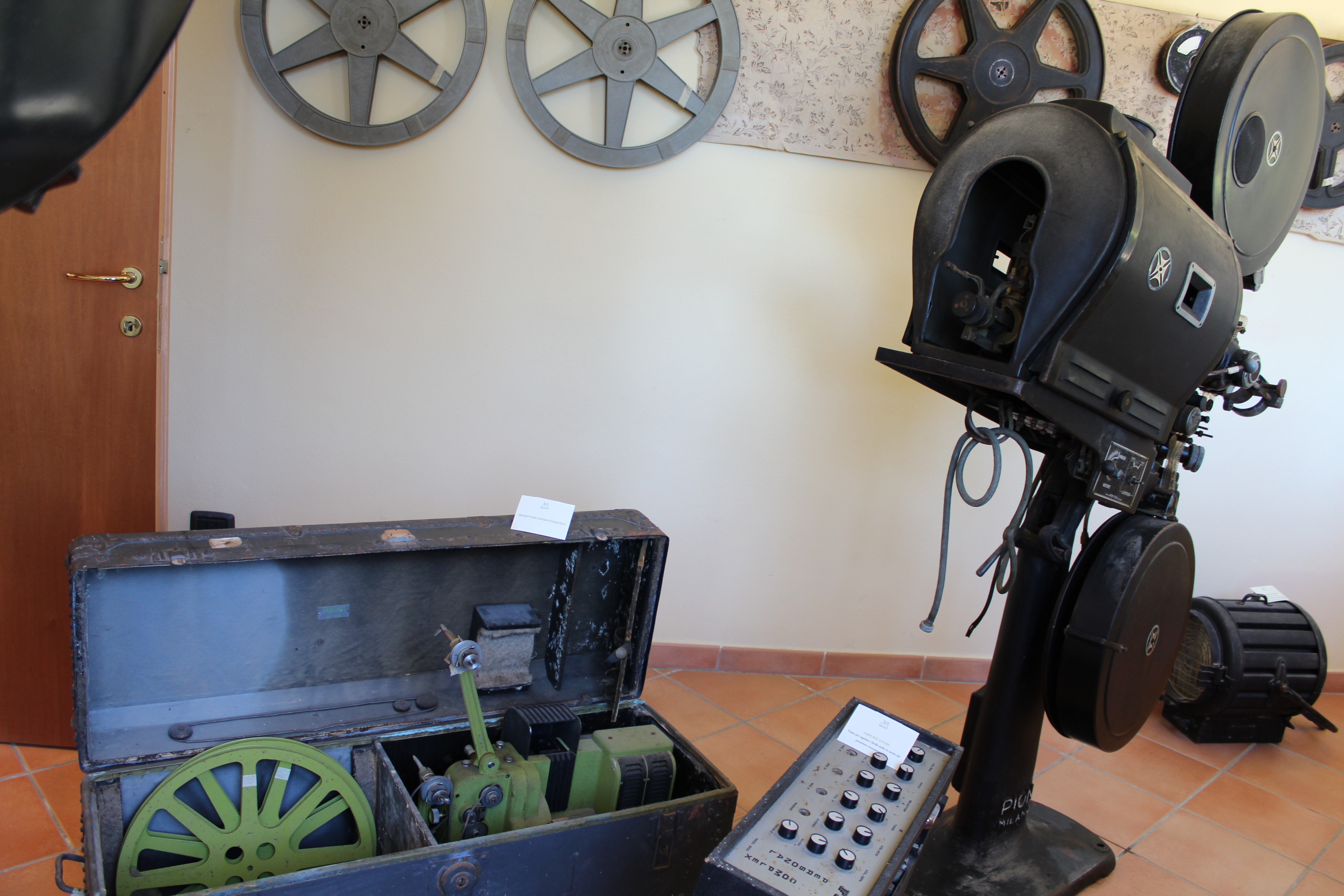
Sala del cinema, interno museo
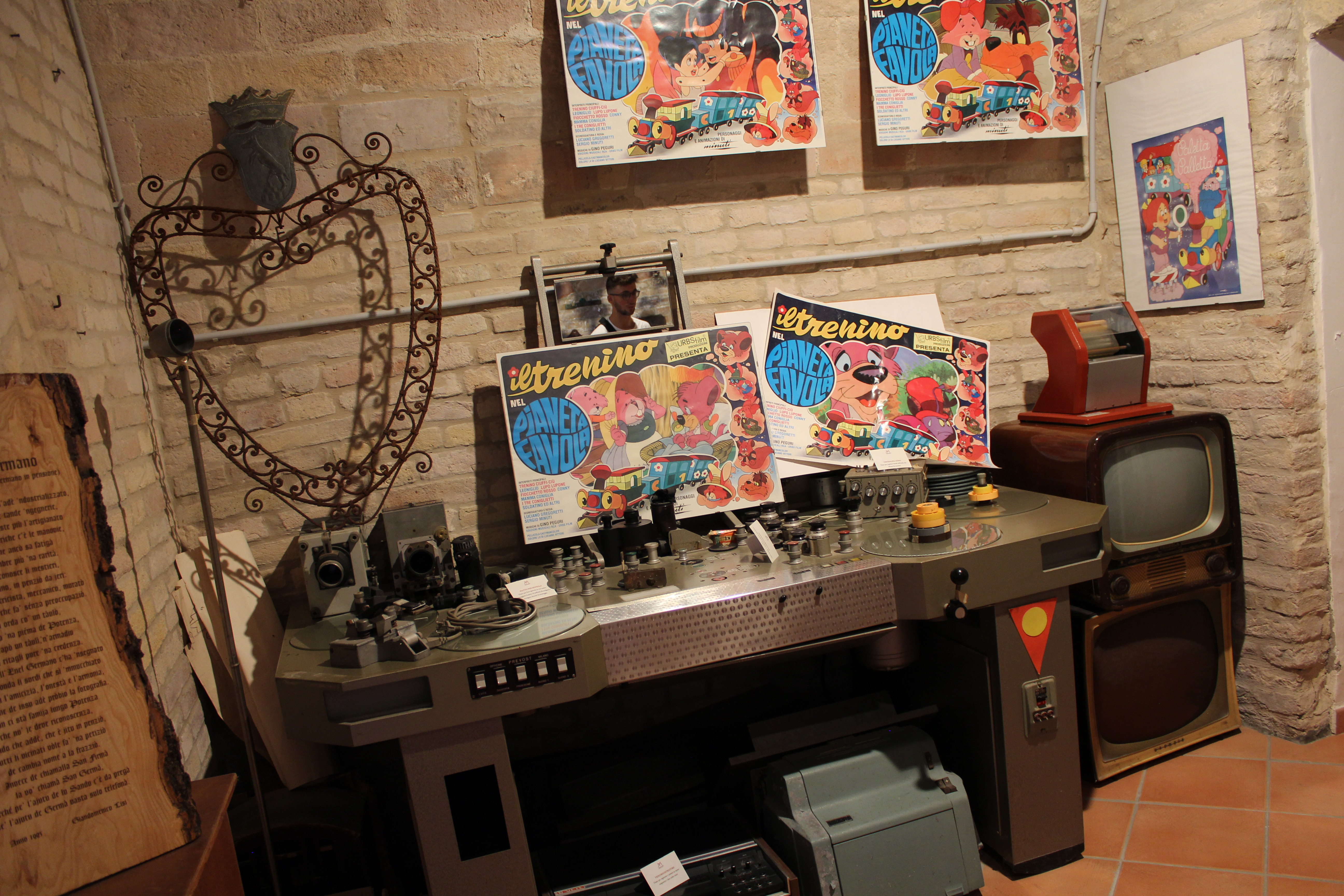
Strumenti cinematografici, interno museo
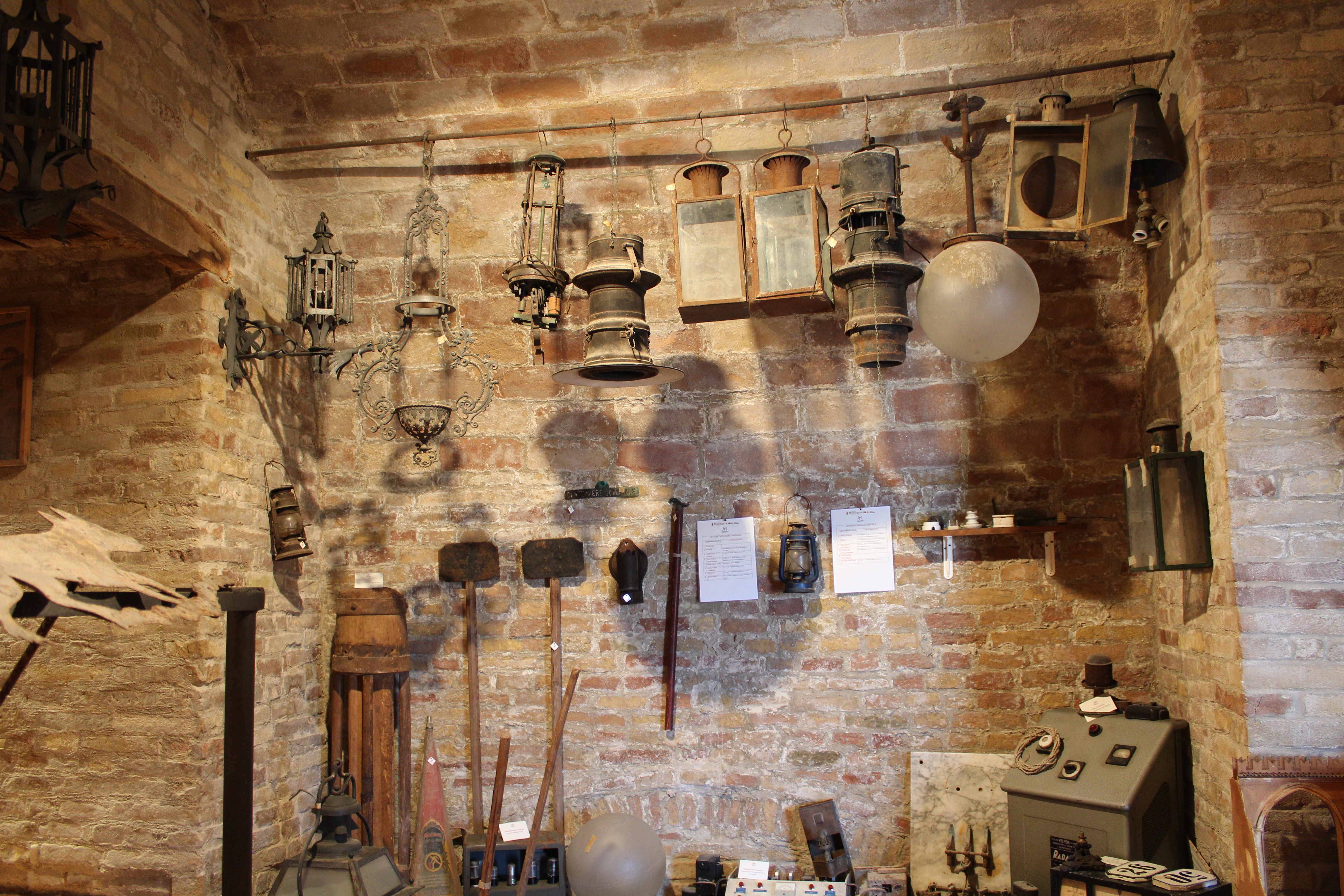
Lampade antiche e altri attrezzi, sala museo

Le botteghe

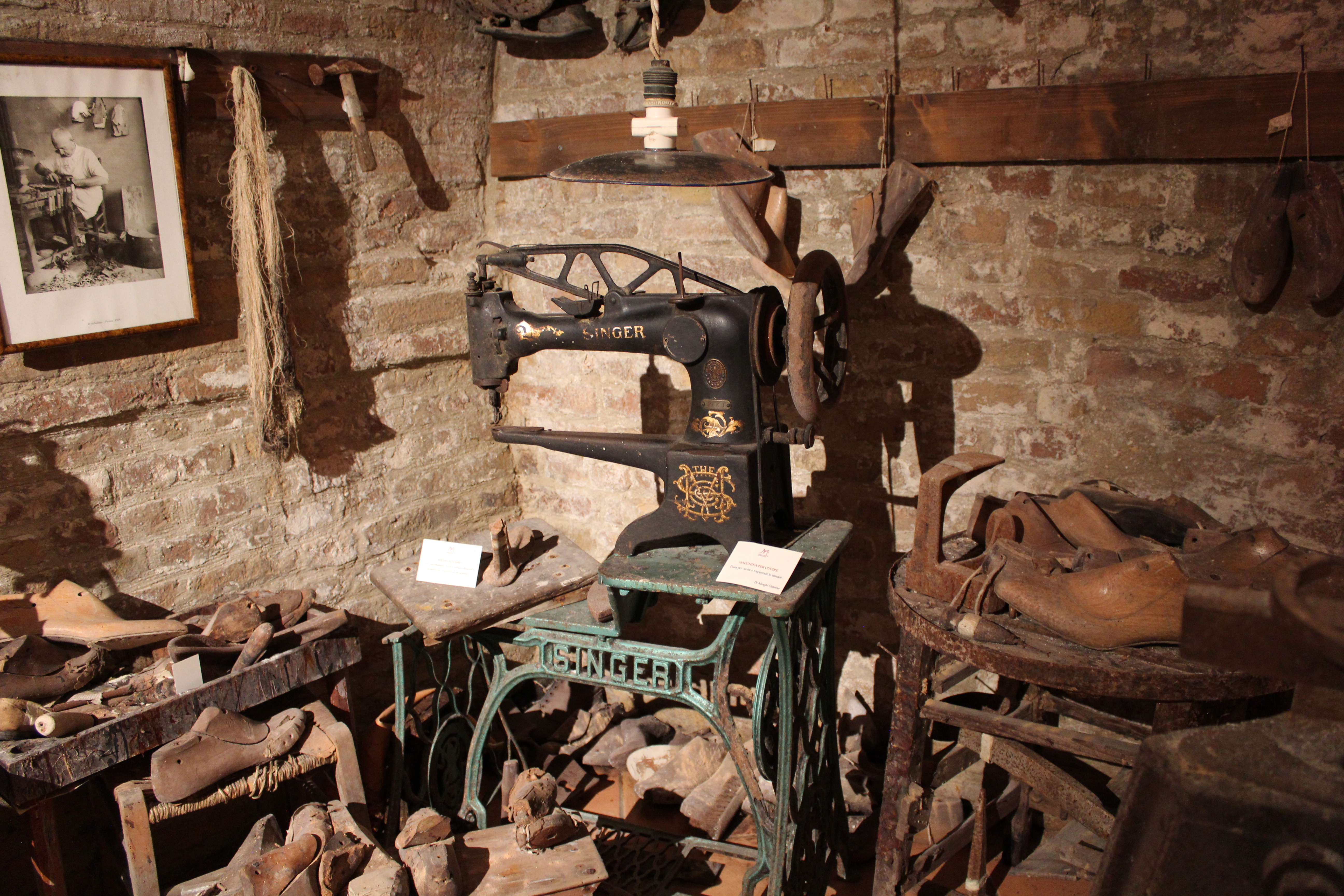
Sala, Bottega calzolaio
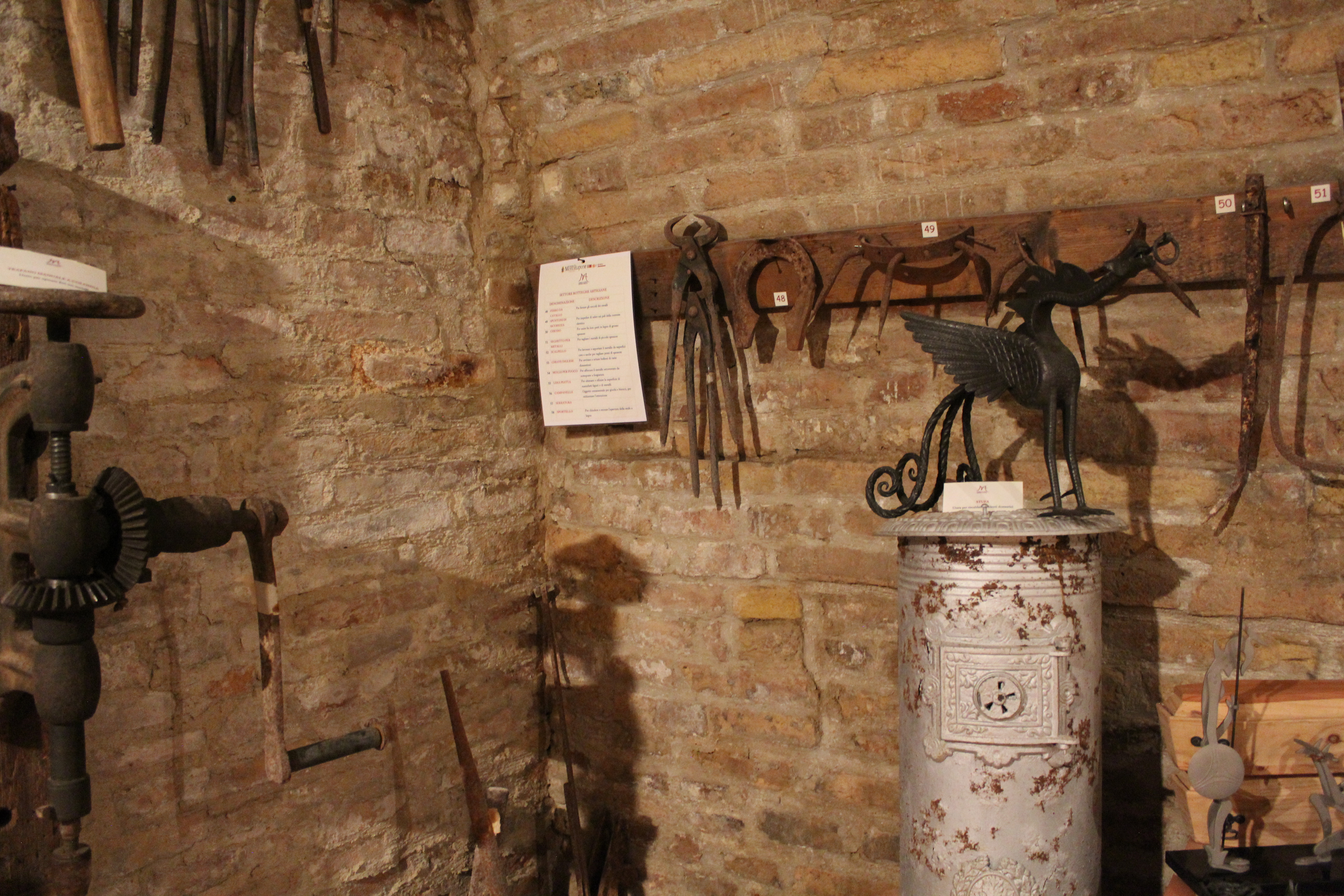
Altri attrezzi appesi alla parete, sala museo
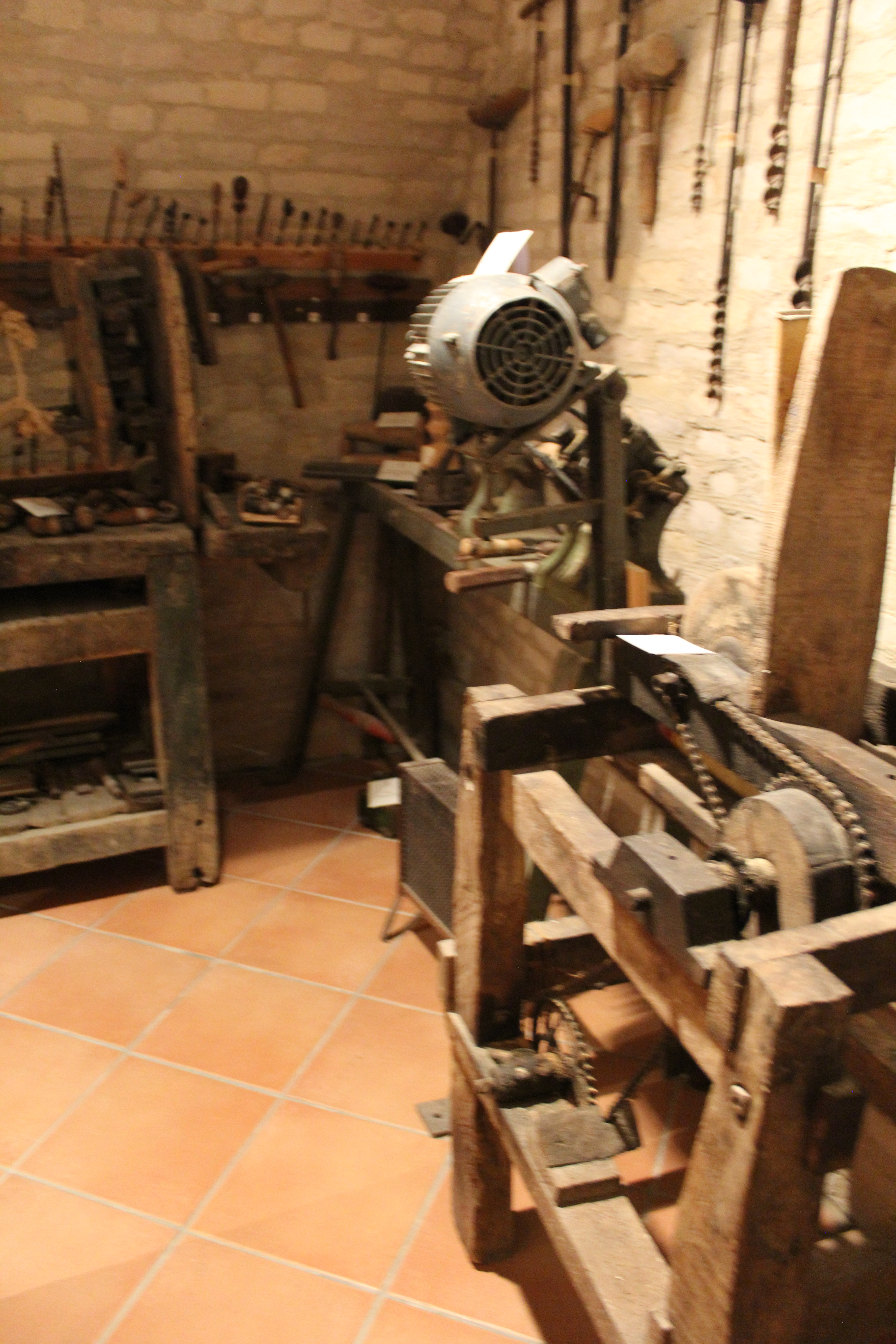
Sala, bottega falegname
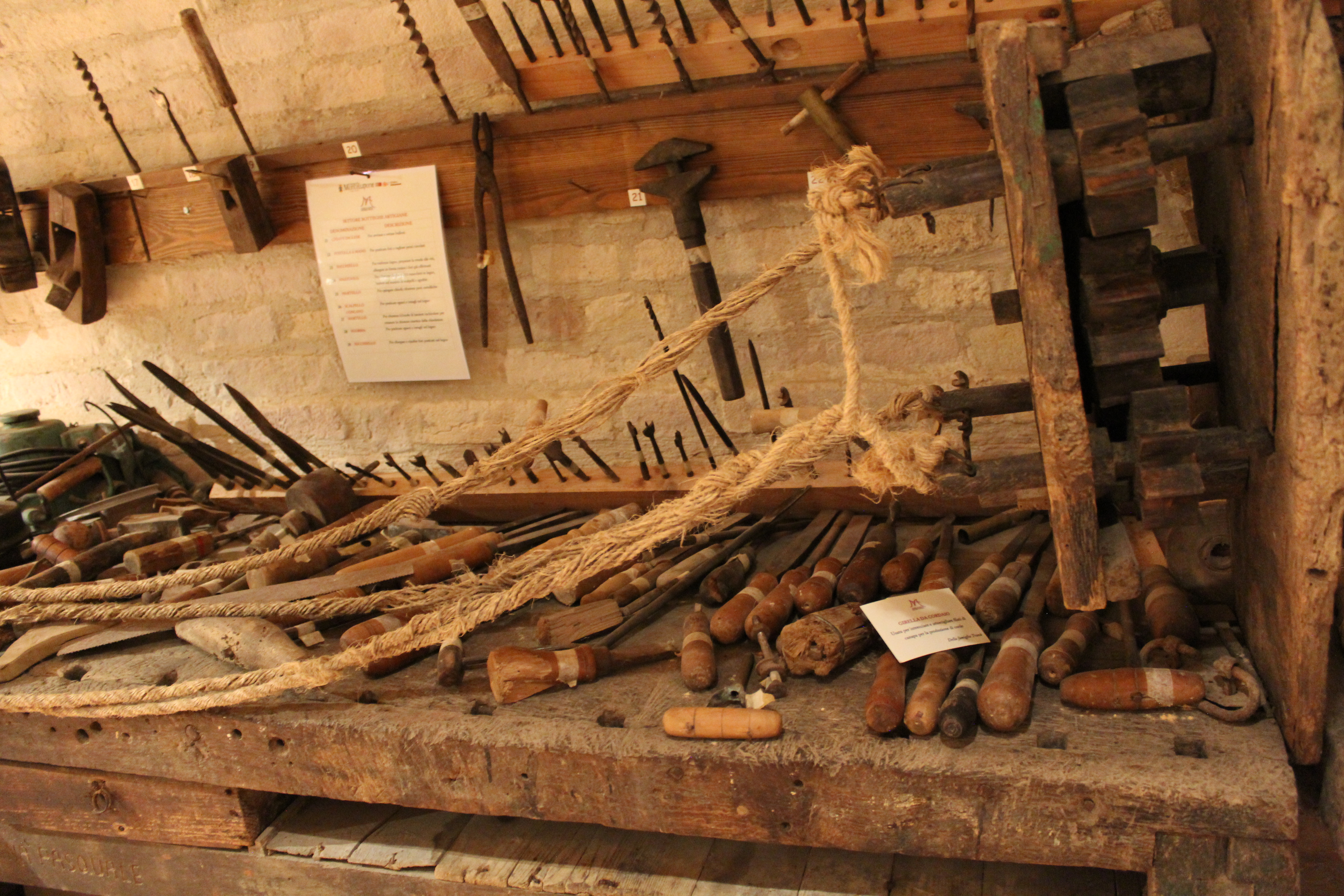
Attrezzi del falegname, interno museo
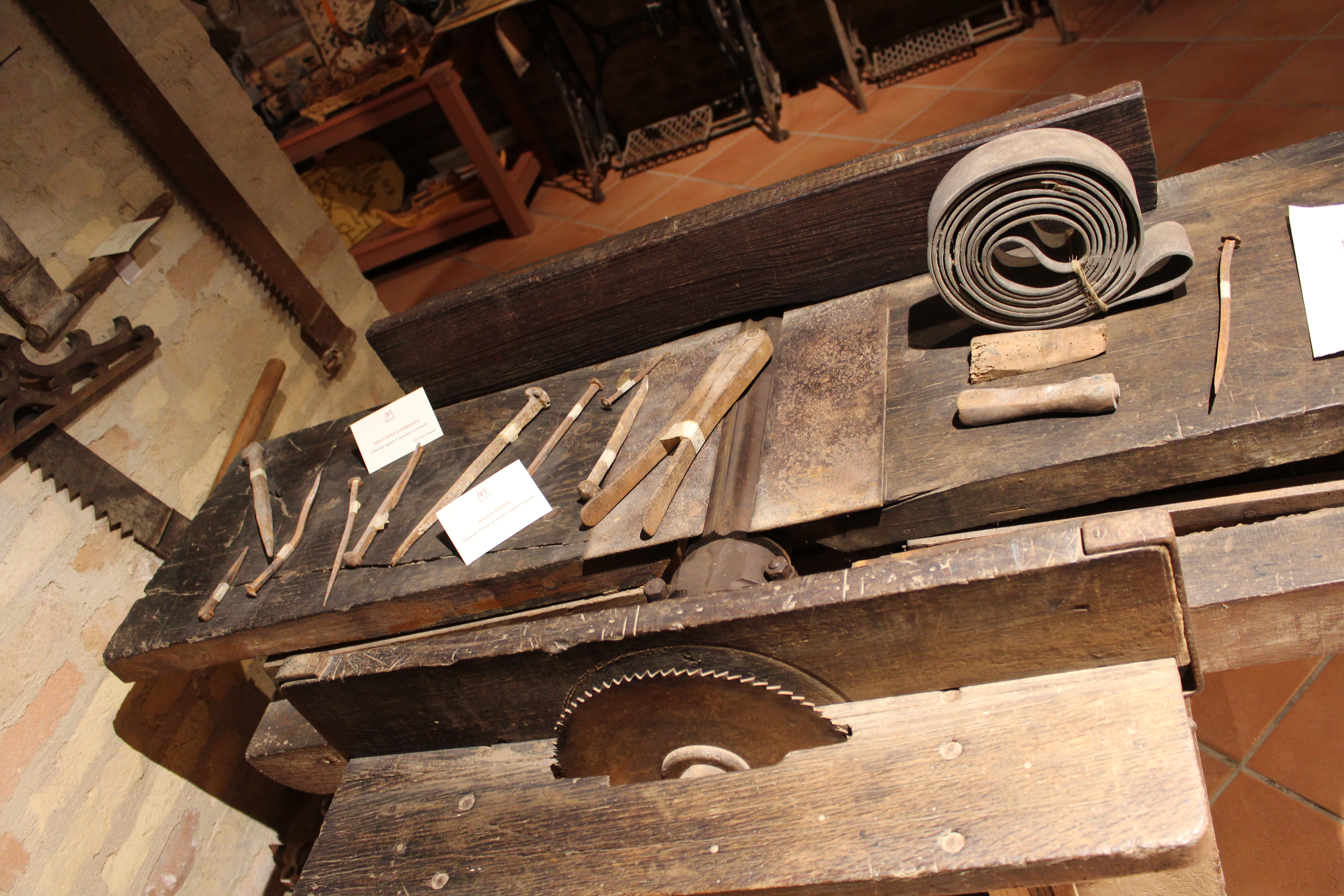
Tavolo da lavoro del falegname, sala del museo

La scuola

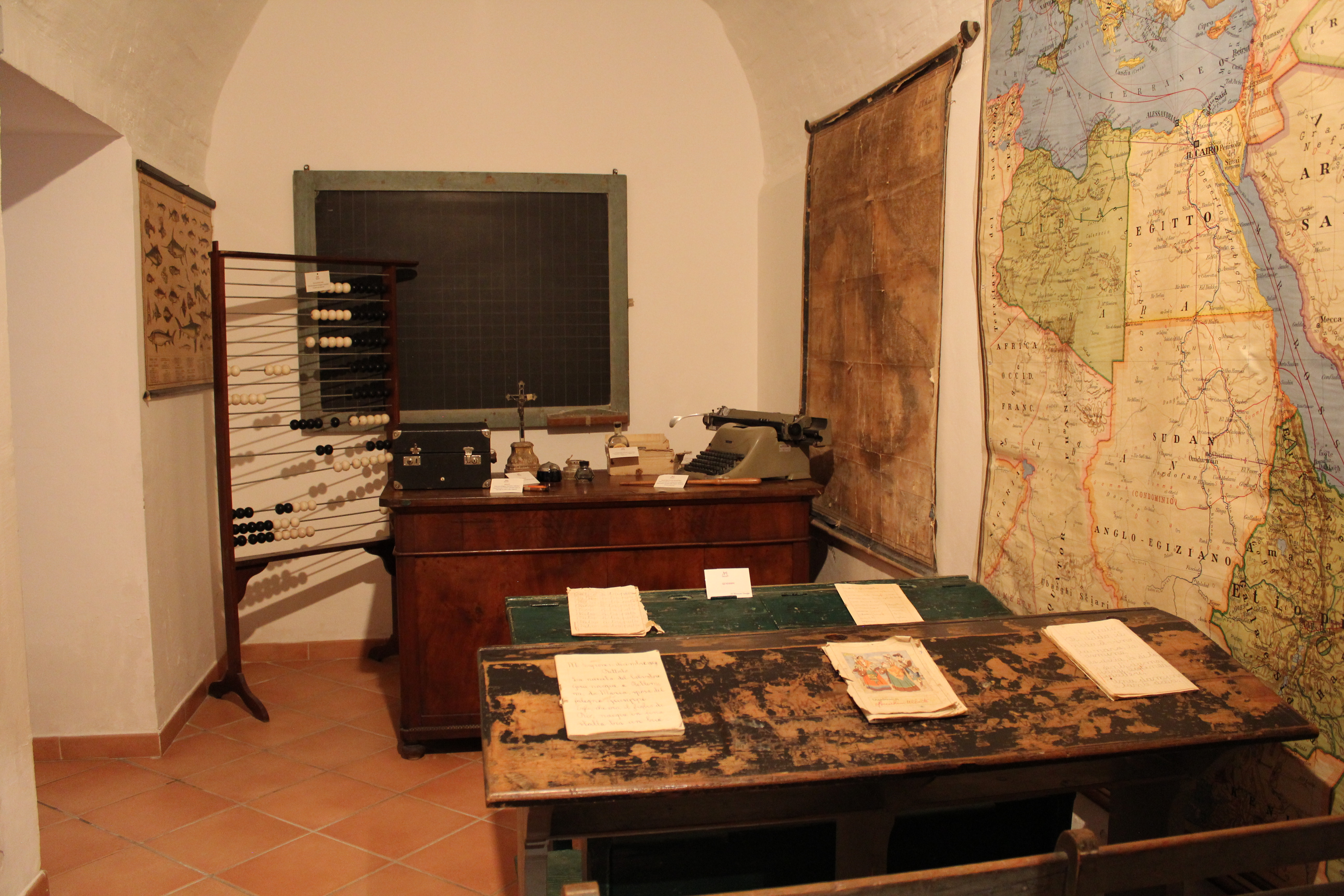
Sala dedicata alla Scuola, Museo demo-antropologico d'arti e mestieri antichi
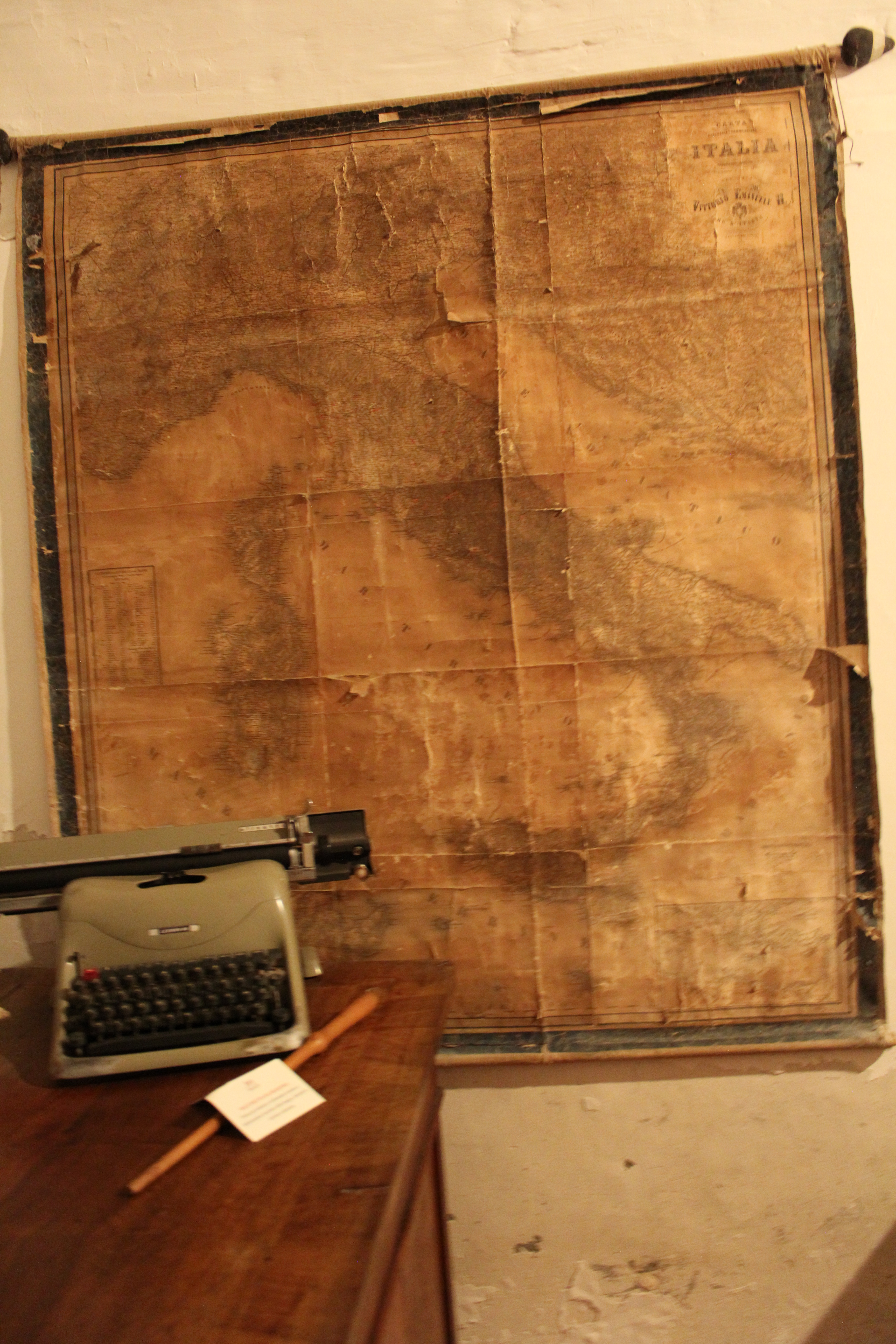
Antica cartina scolastica, sala museo
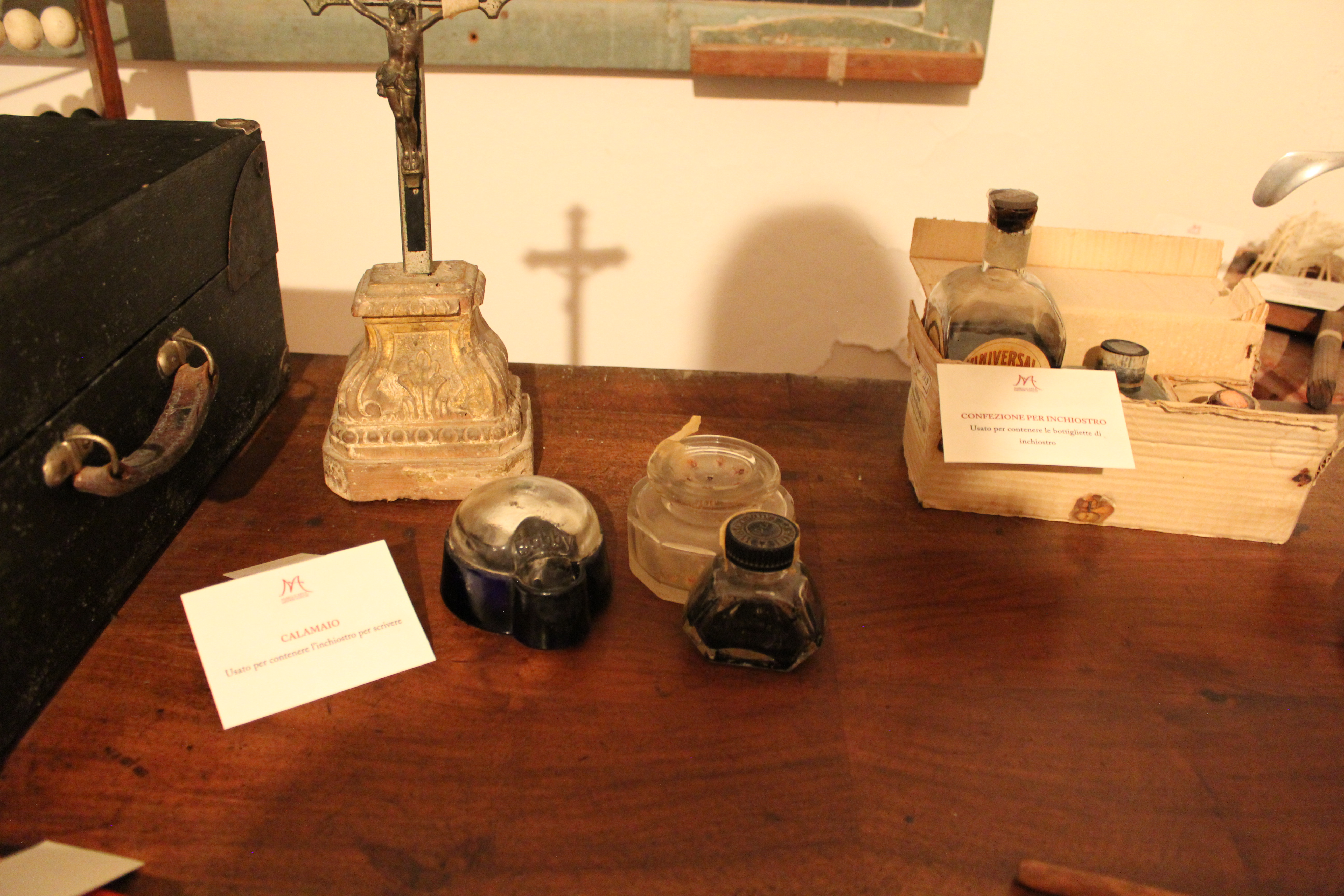
Cattedra con inchiostro e calamaio, sala museo

La Tipografia, foto e oggetti vari

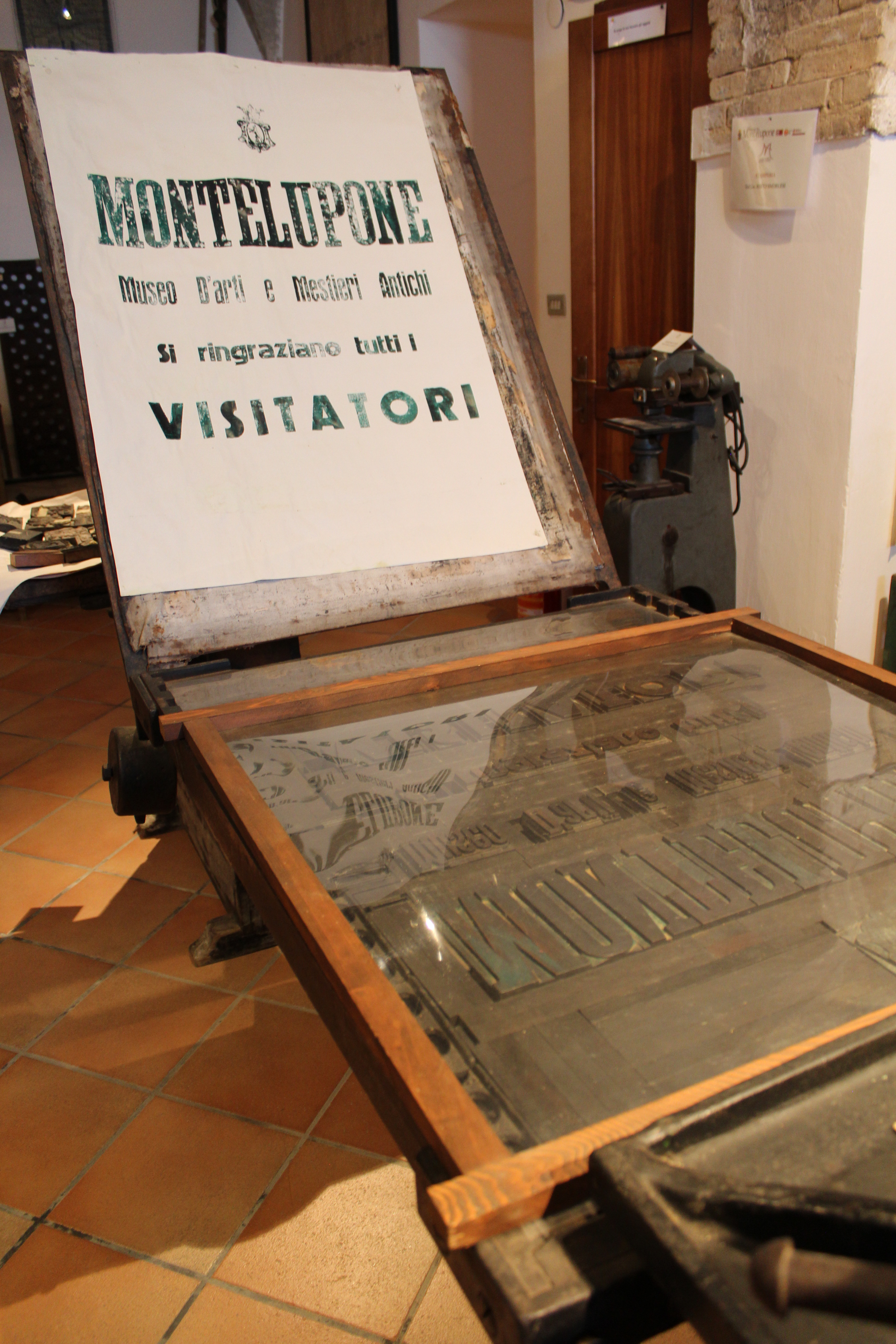
Stampa a caratteri mobili, sala della tipografica, museo
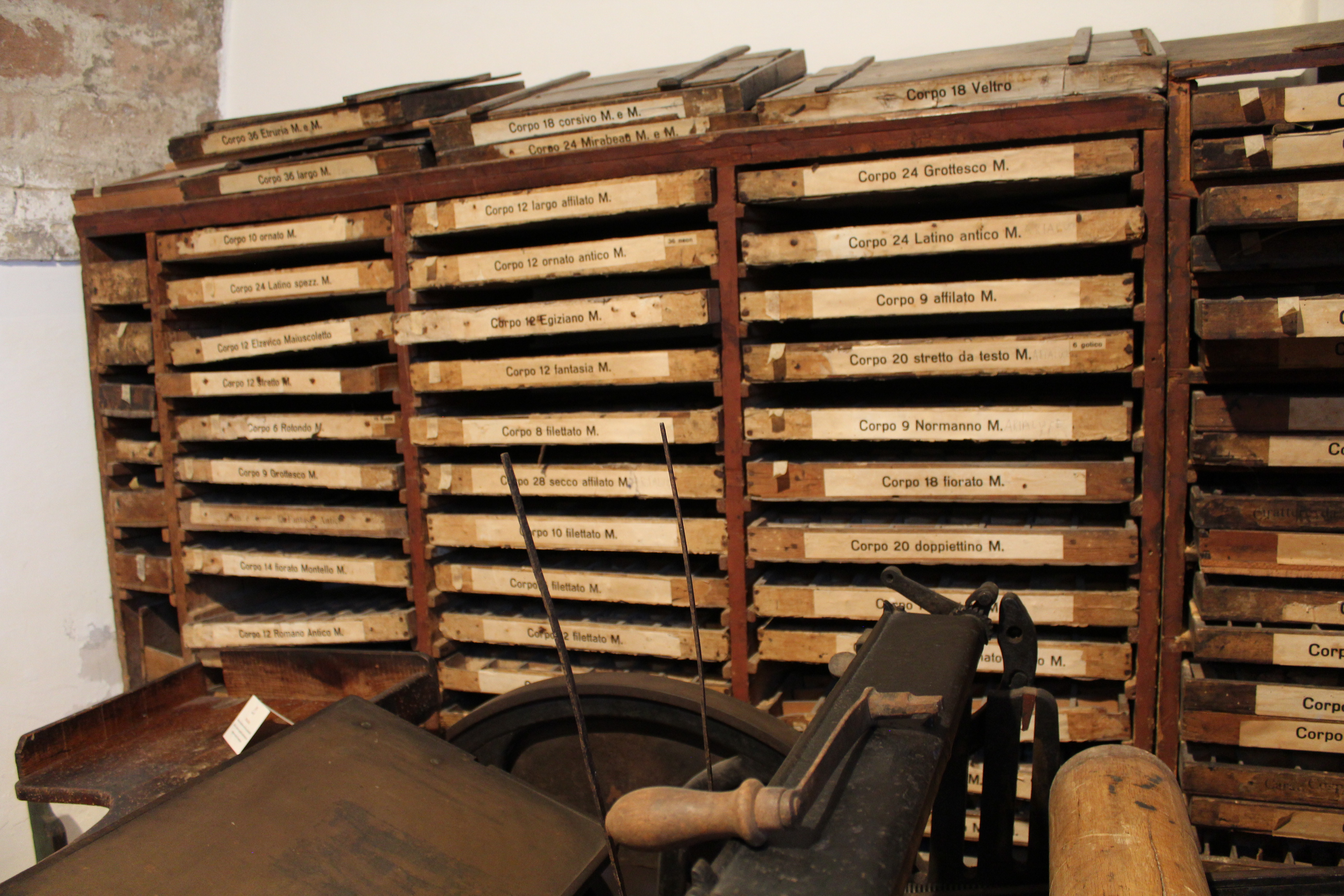
Caratteri della tipografica, sala museo
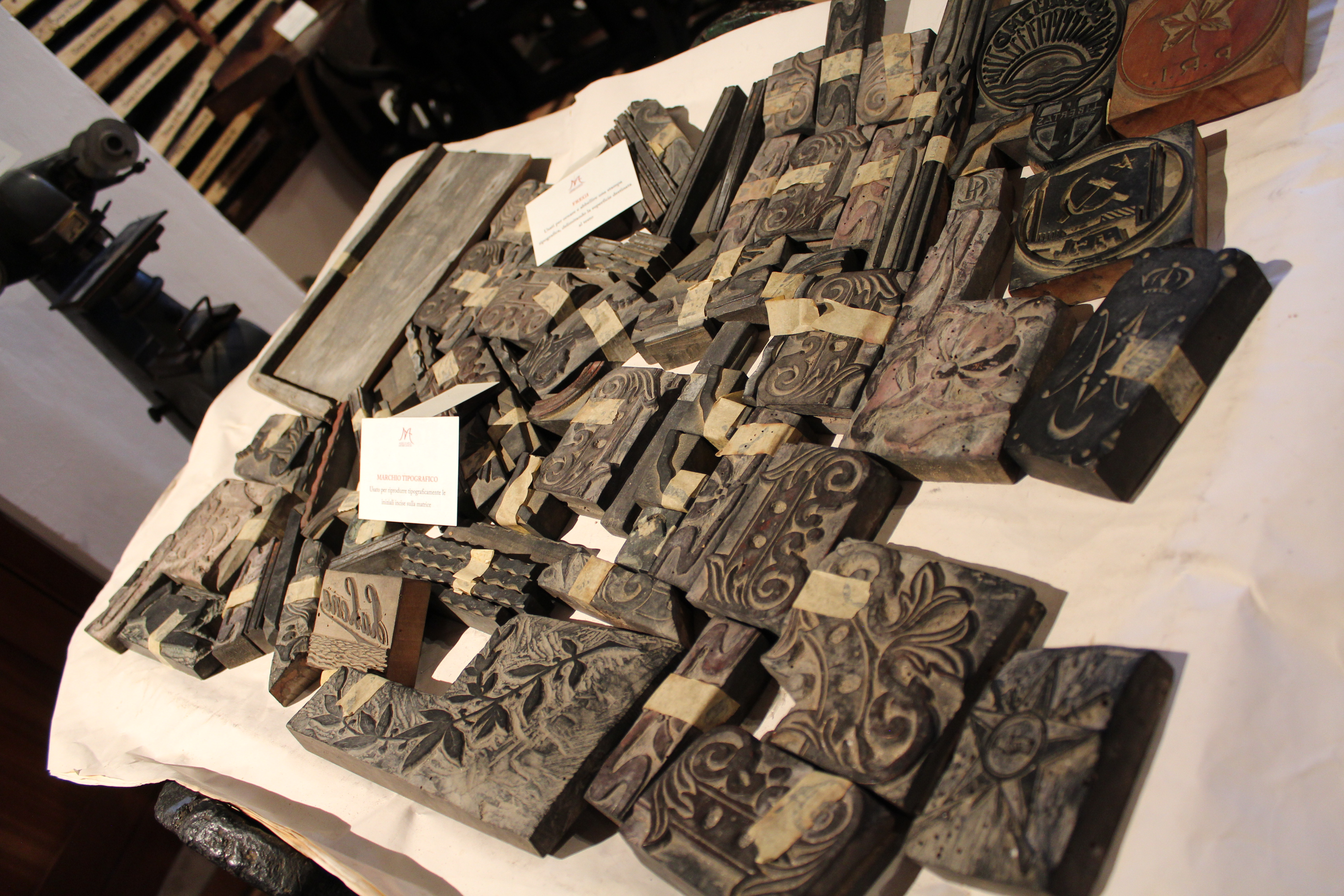
Altri caratteri della stampa, sala museo
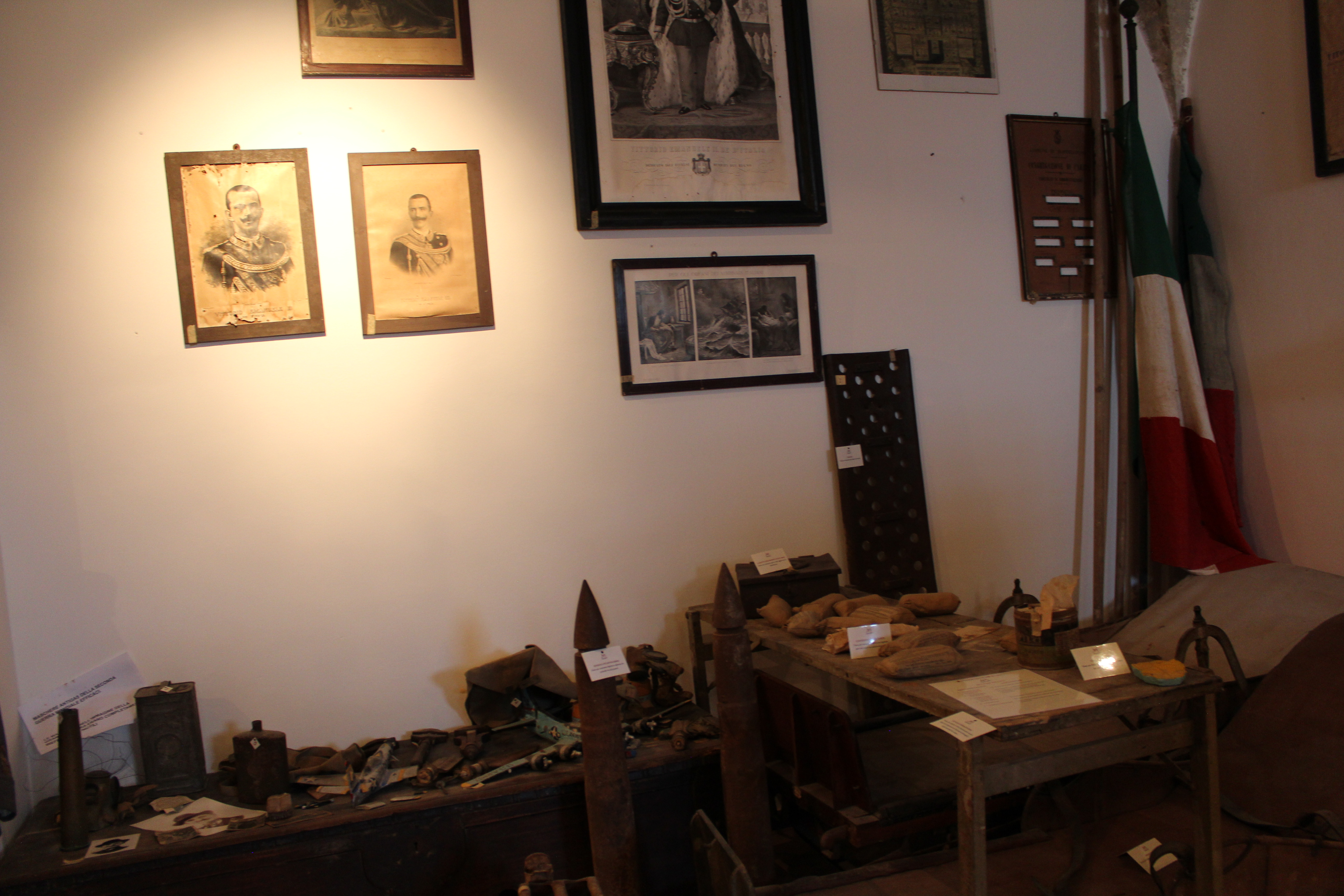
Parete della sala con foto e strumenti bellici, sala museo
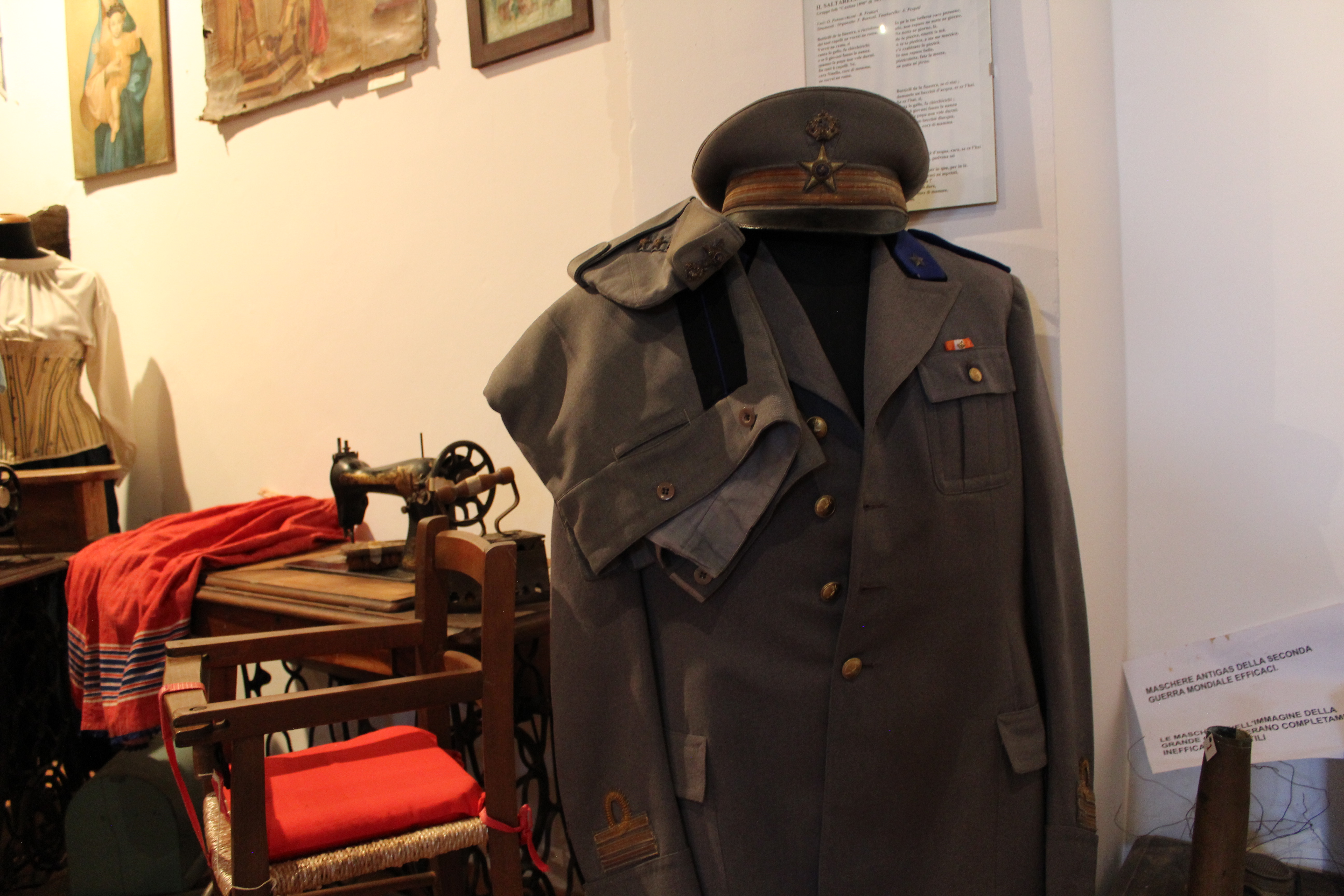
Uniforme della 2ª Guerra Mondiale, sala museo
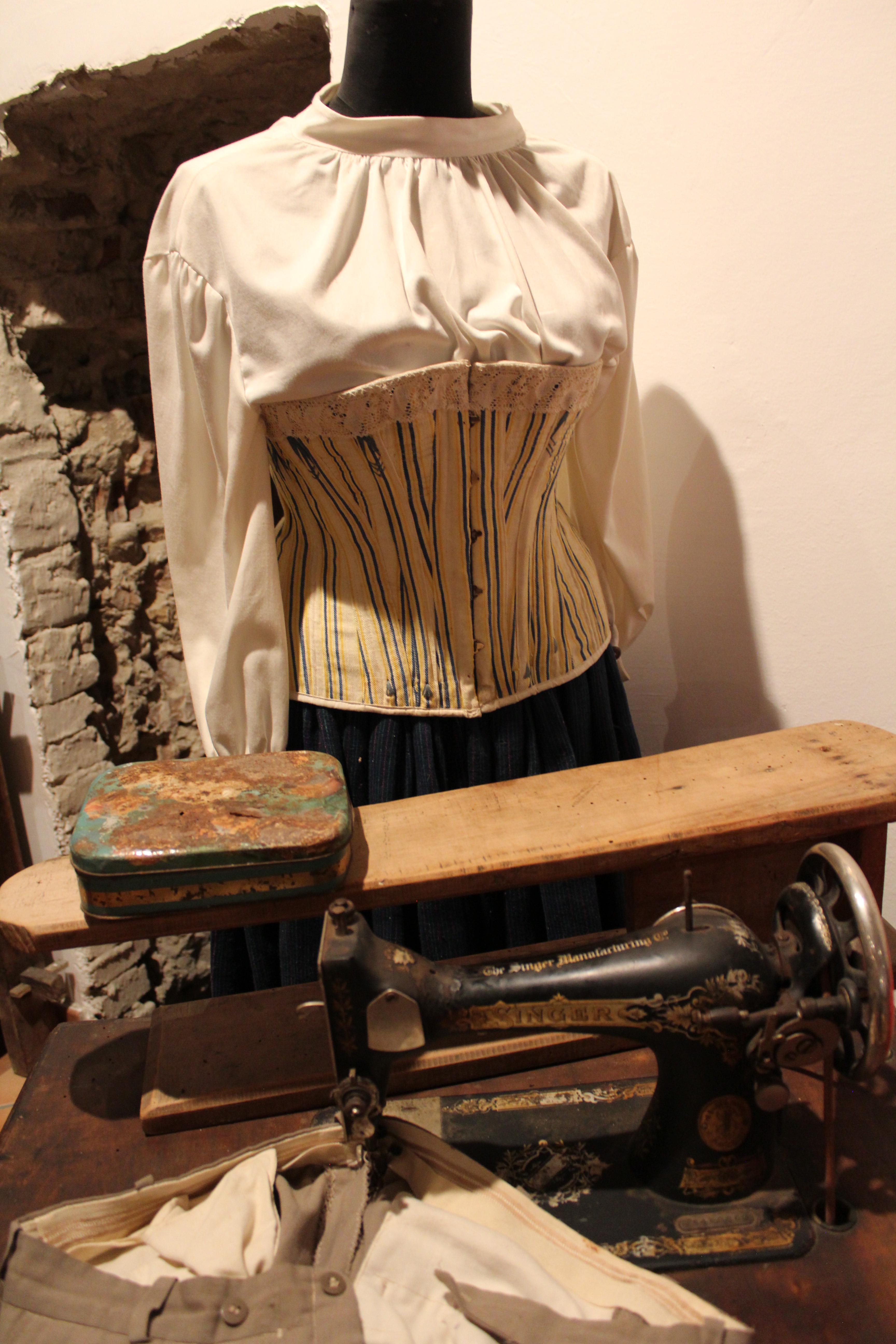
Abito femminile dell'Ottocento, sala museo
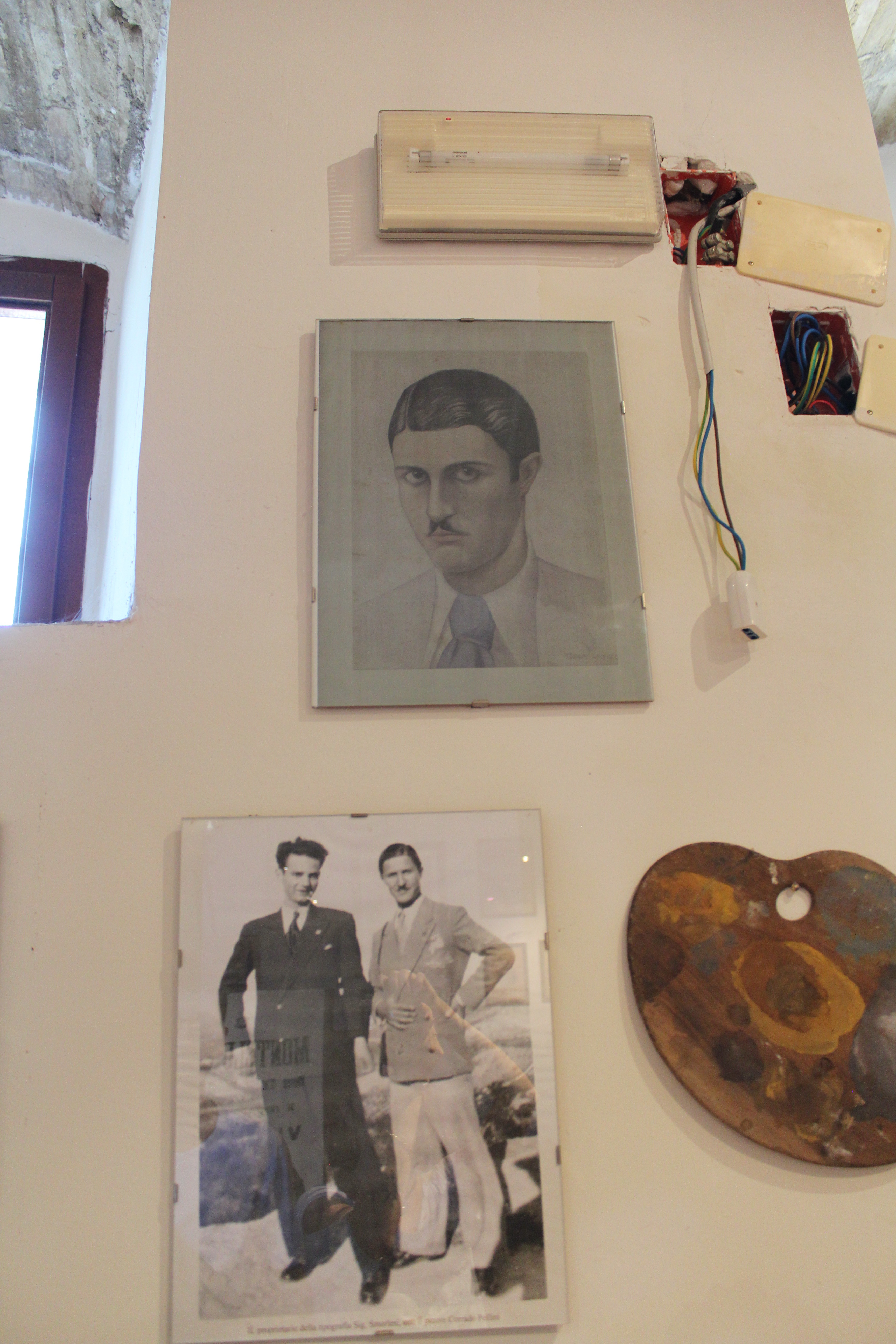
Parete con foto e disegni, sala museo
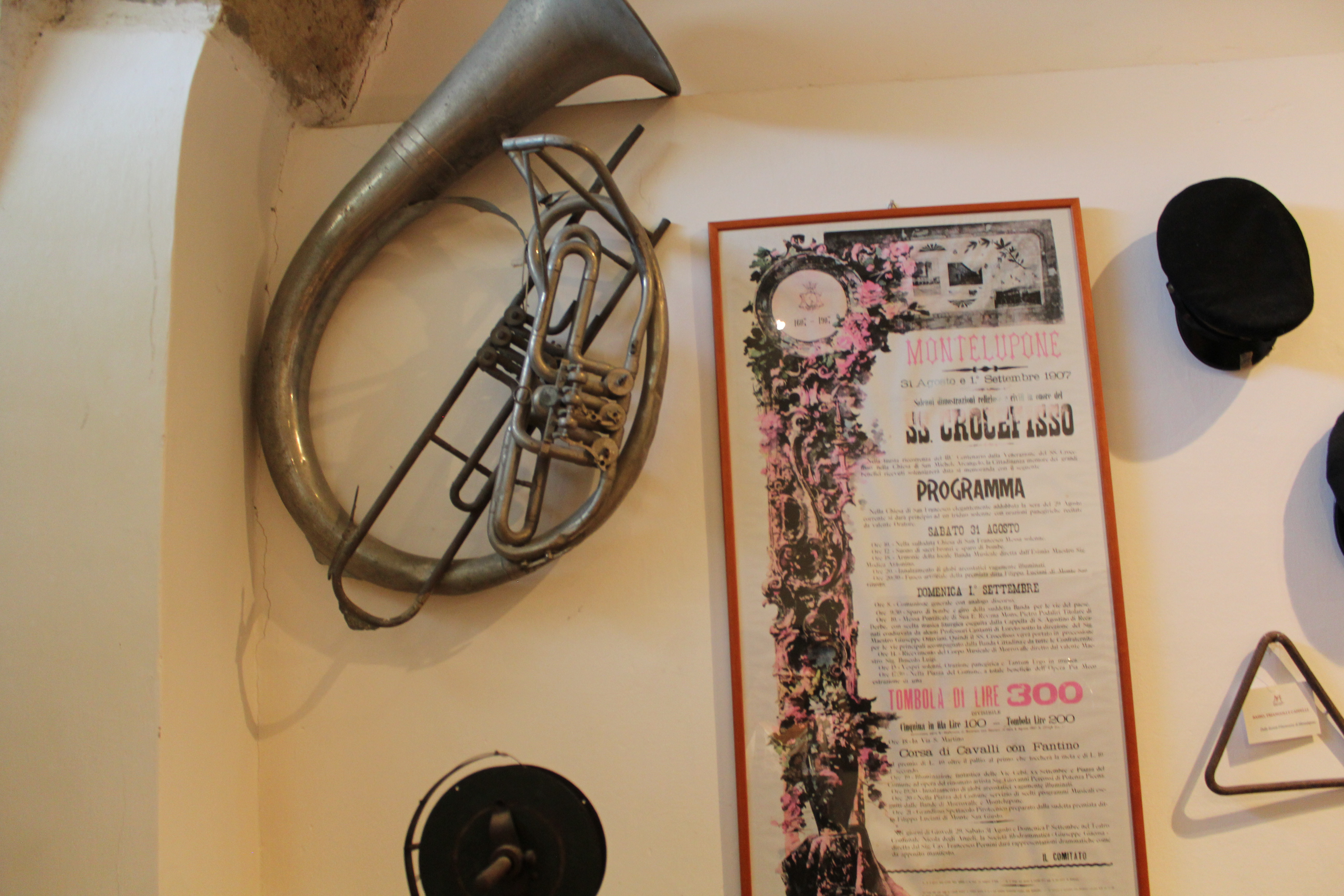
Strumenti musicali d'epoca, parete del museo

I lavori domestici

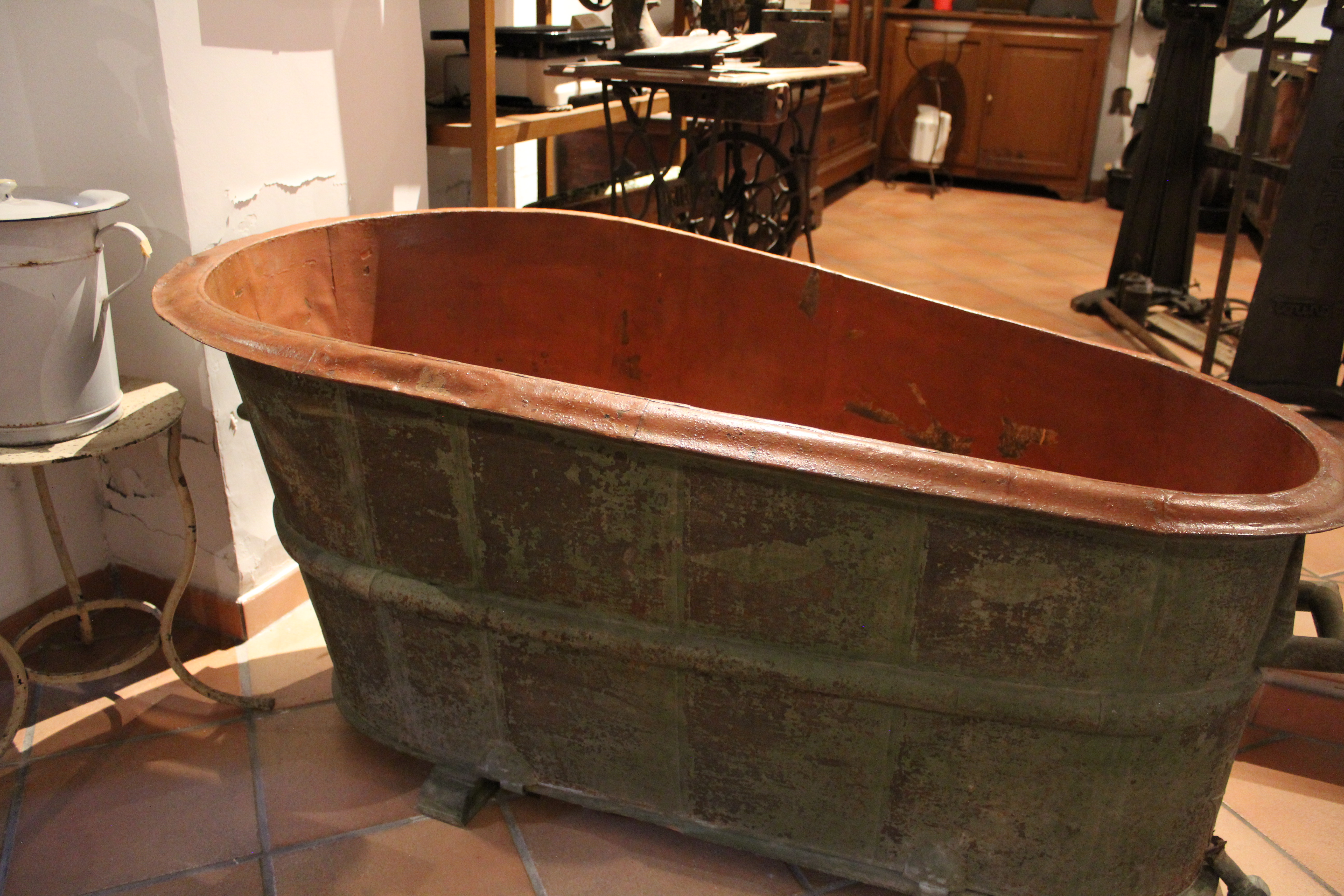
Vasca antica, sala museo
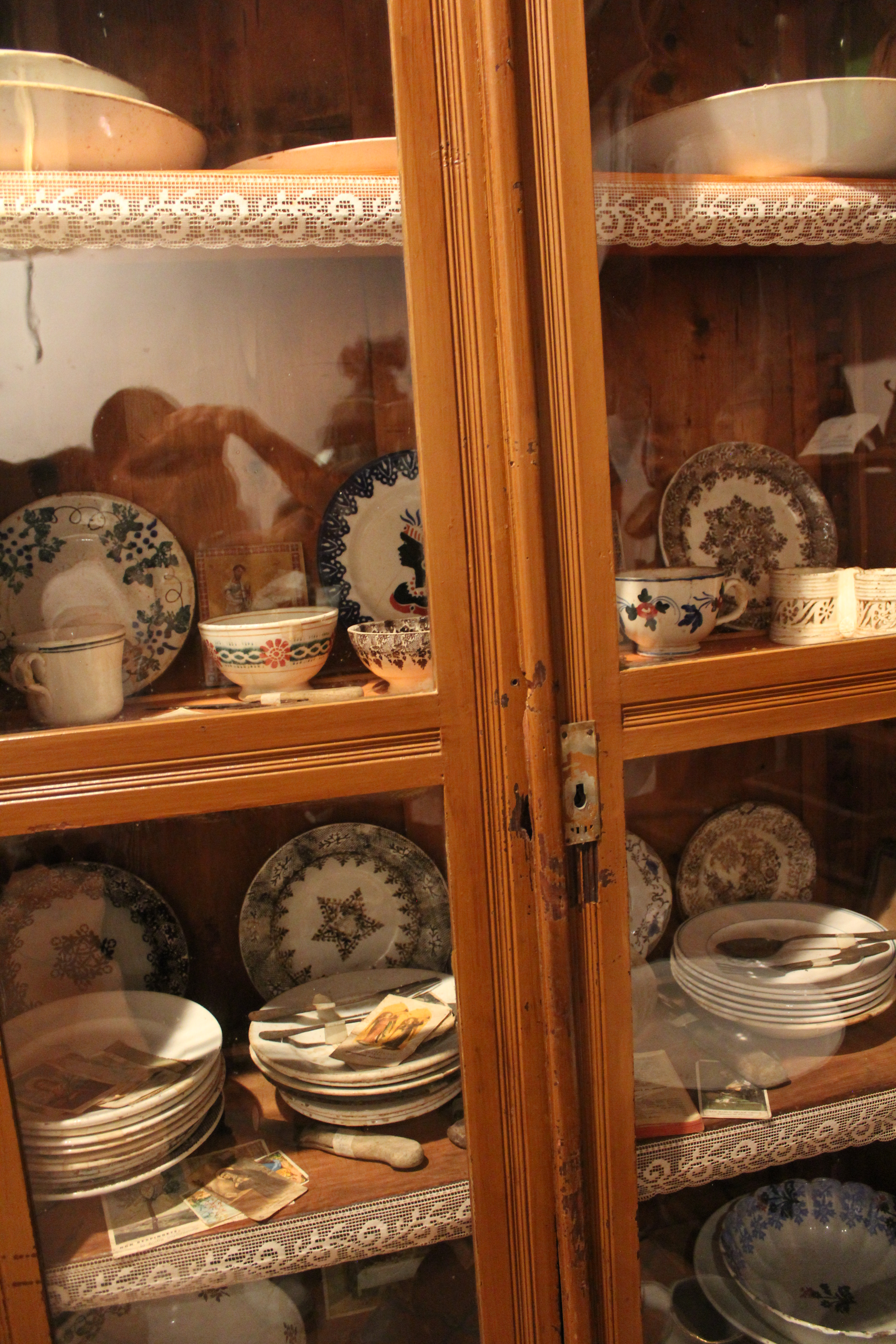
Armadietto con porcellane, sala museo

La cantina e la grotta

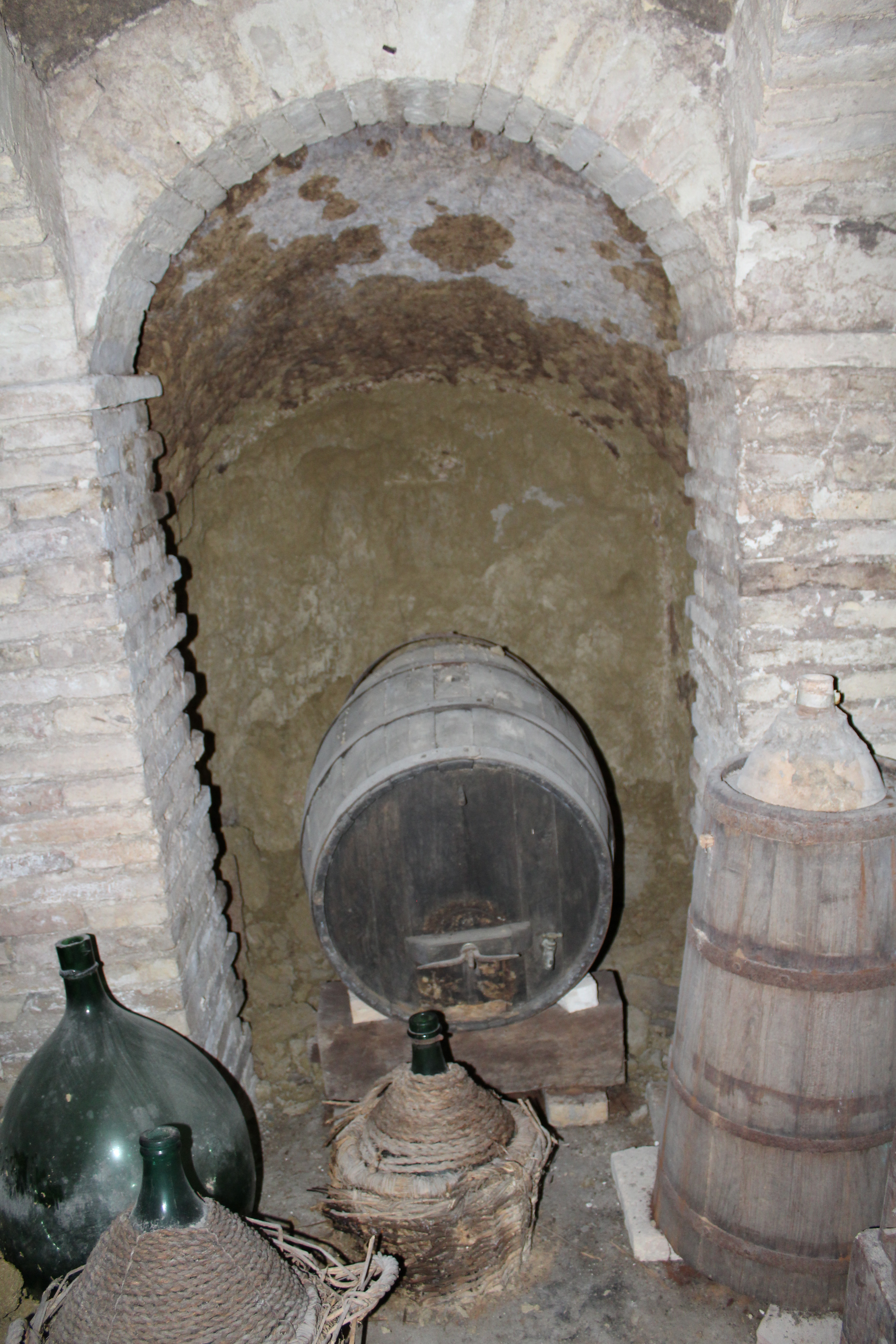
Piccola cantina, sala museo
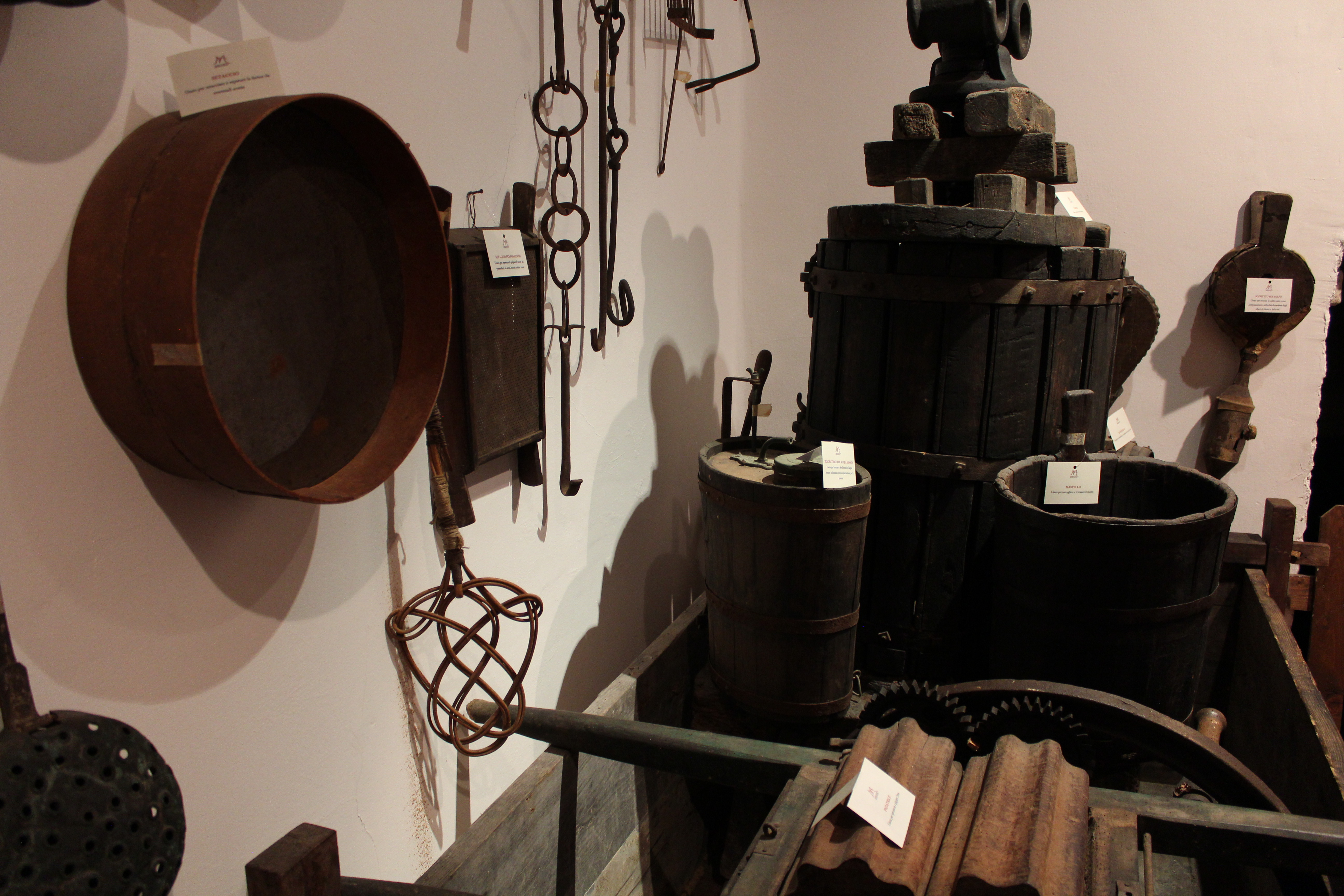
Attrezzi per la produzione del vino, sala museo